# Pandanus grallatus
Pandanus grallatus là một loài thực vật có hoa trong họ Dứa dại. Loài này được B.C.Stone miêu tả khoa học đầu tiên năm 1974 publ. 1975.